# 単一品種組立ライン
単一品種組立ライン（たんいつひんしゅくみたてライン）とは、特定の単一品種を生産するために、あらかじめ準備された生産ラインで、その単一品種を連続的に生産する方式のことをいう。単一品種ライン生産方式、専用ライン生産方式、単一ライン生産方式、単一製品ライン生産方式などは同義語である。

## 分類
静止作業方式、移動作業方式などに分けることができる。特に、ベルトコンベアを利用するものを「静止作業式コンベア方式」、「移動作業式コンベア方式」などという。コンベアを利用しない「タクト方式」もある。